# IVC Evidensia
 (juillet 2023).
IVC Evidensia une multinationale de soins vétérinaires basée au Royaume-Uni, formé par la fusion d'IVC et d'Evidensia en 2017. IVC Evidensia exploite des cliniques et cabinets vétérinaires dans 19 pays européens, pour un total d'environ 1 500 à 2 300 structures et 28 000 employés.

## Actionnariat
Evidensia appartient au fonds d'investissement suédois EQT Partners depuis 2014. EQT est l'actionnaire majoritaire, le groupe Nestlé a augmenté sa participation minoritaire en février 2021 (20 %), en même temps que le groupe Silver Lake fait son entrée.

## Filiales
En 2021, la multinationale achète Veternity, plus grande entreprise française de crématoriums animaliers. Elle s'est aussi rapproché de laboratoires pharmaceutiques anglais et a ouvert des pharmacies grand public en Suède.

## Controverses
Début 2022, le groupe Evidensia a connu un certain engouement médiatique à travers l'acquisition de la plus grande clinique vétérinaire allemande, puisque l'Office fédéral de lutte contre les cartels était impliqué dans cette affaire en raison du chiffre d'affaires annuel.
Il lui est reproché une trop grande proximité avec le secteur du petfood : Nestlé, actionnaire à 20 %, possède via sa filiale Purina Petcare, les marques Friskies, Gourmet, Felix, mais aussi Pro Plan, cette dernière pouvant être vendue par les cliniques vétérinaires. En France, le risque de conflit d'intérêts est mis en avant par les opposants à ces groupes. L'Ordre national des vétérinaires, estime illégal ce type de montage financier, la loi interdisant certains actionnaires extérieurs à la profession, comme les assurances santé animale, les laboratoires pharmaceutiques, les éleveurs, ainsi que les producteurs et transformateurs de produits animaux.